# بي سي غيمر
بي سي غيمر (PC Gamer) هي مجلة بريطانية تأسست عام 1993 مخصصة لألعاب الكمبيوتر وتنشر شهريًا بواسطة الشركة الإعلامية البريطانية Future plc. تحتوي المجلة على العديد من الإصدارات الإقليمية، حيث أصبحت إصدارات المملكة المتحدة والولايات المتحدة أكثر مجلات ألعاب الكمبيوتر مبيعًا في بلدانهم. وتَعرض المجلة أخبارًا عن التطورات في صناعة ألعاب الفيديو، ومعاينات للألعاب الجديدة، ومراجعات لأحدث ألعاب الكمبيوتر الشائعة، إلى جانب ميزات أخرى تتعلق بالأجهزة والتعديلات والألعاب «الكلاسيكية» وموضوعات أخرى متنوعة.

## نظام المراجعة
تتم كتابة مراجعات بي سي غيمر بواسطة محرري المجلة والكتاب المستقلين، ويتم تقييم الألعاب على مقياس النسبة المئوية. في إصدار المملكة المتحدة ، لم يتم منح أي لعبة حتى الآن أكثر من 96٪ (كيربال سبيس بروجرام وسيفيليزيشن 2 وهاف-لايف وهاف-لايف 2 وماينكرافت وإسبلونكي وكوايك 2). في النسخة الأمريكية ، لم تحصل أي لعبة بعد على تصنيف أعلى من 98٪ (سيد مايرز ألفا سيناتوري وهاف-لايف 2 وكرايسس).
في إصدار المملكة المتحدة، كانت أقل درجة عددية 2٪ مُنحت لـ Big Brother 1. حصلت التتمة Big Brother 2 على درجة أقل من N / A٪ ، توضح المراجعة أن بي سي غيمر بذل الكثير من الجهد في مراجعته كما فعلوا في صنع اللعبة. في الإصدار 255 ، أغسطس 2013، تمت مطابقة النتيجة بنسبة 2٪. في طبعة الولايات المتحدة ، كانت أدنى درجة ممنوحة 4٪ ، مُعطاة لـ ماد دوغ ماكري، متغلبًا على اللعبة الأقل تصنيفًا سابقًا ، !Skydive ، التي حصلت على 5٪.

## الإصدارات
هناك إصداران رئيسيان من بي سي غيمر، النسخة البريطانية والنسخة الأمريكية، وكلاهما تم نشرهما بواسطة Future plc. تأسست نسخة المملكة المتحدة في نوفمبر 1993، وتم إطلاق النسخة الأمريكية بعد عام في يونيو 1994.
يتم نشر كل من المجلات الأمريكية والبريطانية ثلاث عشرة مرة في السنة (مرتين في ديسمبر)، على الرغم من وجود اختلافات في بعض الأحيان.

### مجلة بي سي غيمر النسخة البريطانية
يتم نشر الإصدار البريطاني من بي سي غيمر شهريًا بشكل مستمر منذ عام 1993. يحصل المشتركون على إصدار خاص من المجلة بدون عناوين رئيسية على الغلاف الأمامي (فقط إعلان التسمية الرئيسية وتصنيف BBFC).
المجلة مخصصة حصريًا لألعاب الكمبيوتر الشخصي ، وتتمتع بسمعة طيبة في تقديم مراجعات متعمقة.
تم تشغيل إصدار يحتوي على قرص DVD سعة 9 جيجابايت يُعرف باسم DVD Gamer جنبًا إلى جنب مع إصدار 2CD لمدة عامين، حتى توقف إنتاج إصدار CD Gamer اعتبارًا من الإصدار رقم 162. ثم جاء الإصدار UK Edition مع قرص DVD مزدوج الوجه فقط. في أغسطس 2011 ، أعلنت مجلة المملكة المتحدة أنها ستوقف إنتاج القرص اعتبارًا من الإصدار 232 ، واستبداله بمزيد من صفحات المحتوى داخل المجلة وهدايا مجانية حصرية.

### مجلة بي سي غيمر النسخة الأمريكية
تم إطلاق النسخة الأمريكية من بي سي غيمر في عام 1994.
في عام 1999، اشترت شركة Future US ، التي كانت تعرف حينها باسم Imagine media ، المجلة المنافسة PC Games ودمجت موظفيها في المجلة.

## روابط خارجية
- الموقع الرسمي
- مجلات PC Gamer المؤرشفة على أرشيف الإنترنت